# Saison 3 de Lost Girl
Chronologie
Saison 2 Saison 4
Cet article présente les treize épisodes de la troisième saison de la série télévisée canadienne Lost Girl.

## Synopsis
Bo est une jeune femme succube élevée par des parents adoptifs humains dans la complète ignorance des traditions de son peuple, les Fées (Fae en version originale, terme générique qui inclut à peu près toutes créatures issues du Petit peuple). En fuite depuis des années, incapable d'assumer son mode d'alimentation (elle se nourrit de l'énergie sexuelle des humains, causant leur mort car elle n'a pas appris à maîtriser ce don), elle finit par entrer en contact avec la société des siens. Celle-ci est divisée en deux clans : les Fées de la Lumière et les Fées de l'Ombre. Toutefois, Bo refuse de choisir un camp, bien qu'elle soit devenue très proche de Dyson, un lycanthrope de la Lumière. Elle reste donc neutre et s'installe comme détective privée, elle intervient dans des affaires liées aux deux camps, avec l'aide de son faire-valoir : Kenzi, une jeune humaine aux tendances kleptomanes.

## Distribution

### Acteurs principaux
- Anna Silk (VF : Marcha Van Boven) : Bo
- Kristen Holden-Ried (VF : Mathieu Moreau) : Dyson
- Ksenia Solo (VF : Violette Pallaro) : Kenzi Malikov
- Zoie Palmer (VF : Nathalie Hugo) : Dr Lauren Lewis
- Rick Howland (en) (VF : Patrick Donnay) : Fitzpatrick « Trick » McCorrigan
- K. C. Collins (en) (VF : Claudio Dos Santos) : Hale Santiago

### Acteurs récurrents
- Emmanuelle Vaugier (VF : Stéphanie Excoffier) : Evony Florette Marquis, la Morrigan
- Paul Amos (en) (VF : David Manet) : Vex, le Mesmer
- Inga Cadranel : Saskia / Aife
- Rachel Skarsten (VF : Valérie Muzzi) : Tamsin
- Deborah Odell : Stella Nashira
- Shawn Doyle : Dr Isaac Felt

## Production
Le 9 décembre 2011, la chaîne canadienne a renouvelé la série pour cette troisième saison

### Tournage
Le tournage a débuté au printemps 2012.

### Diffusions
Au Canada, la saison est diffusée depuis le 6 janvier 2013 sur Showcase.
Aux États-Unis, elle est diffusée depuis le 14 janvier 2013 sur Syfy.
Elle sera diffusée en France à partie du 13 novembre 2013 sur la chaîne numéro 23

## Liste des épisodes

### Épisode 1:La Prison d’Hecuba
- Canada : 14 janvier 2013 sur Showcase[4]
- France : 13 novembre 2013 sur Numéro 23[réf. souhaitée]
- Québec : 25 août 2014 sur Ztélé[6]

### Épisode 2:Les Parias
- Canada : 13 janvier 2013 sur Showcase
- France : 13 novembre 2013 sur Numéro 23[réf. souhaitée]
- Québec : 1er septembre 2014 sur Ztélé

### Épisode 3:Contagion
- Canada : 20 janvier 2013 sur Showcase
- France : 13 novembre 2013 sur Numéro 23[réf. souhaitée]
- Québec : 8 septembre 2014 sur Ztélé

### Épisode 4:Du rêve au cauchemar
- Canada : 27 janvier 2013 sur Showcase
- France : 20 novembre 2013 sur Numéro 23[réf. souhaitée]
- Québec : 15 septembre 2014 sur Ztélé

### Épisode 5:Bacchanales
- Canada : 10 février 2013 sur Showcase
- France : 20 novembre 2013 sur Numéro 23[réf. souhaitée]
- Québec : 22 septembre 2014 sur Ztélé

### Épisode 6:Imposture
- Canada : 17 février 2013 sur Showcase
- France : 27 novembre 2013 sur Numéro 23[réf. souhaitée]
- Québec : 29 septembre 2014 sur Ztélé

### Épisode 7:Retour aux sources
- Canada : 3 mars 2013 sur Showcase
- France : 27 novembre 2013 sur Numéro 23[réf. souhaitée]
- Québec : 6 octobre 2014 sur Ztélé

### Épisode 8:L'Invitation à l'éveil
- Canada : 10 mars 2013 sur Showcase
- France : 4 décembre 2013 sur Numéro 23[réf. souhaitée]
- Québec : 13 octobre 2014 sur Ztélé

### Épisode 9:L'Éveil
- Canada : 17 mars 2013 sur Showcase
- France : 4 décembre 2013 sur Numéro 23[réf. souhaitée]
- Québec : 20 octobre 2014 sur Ztélé

### Épisode 10:Délinquants
- Canada : 24 mars 2013 sur Showcase
- France : 11 décembre 2013 sur Numéro 23[réf. souhaitée]
- Québec : 27 octobre 2014 sur Ztélé

### Épisode 11:Sorcières au foyer
- Canada : 31 mars 2013 sur Showcase
- France : 11 décembre 2013 sur Numéro 23[réf. souhaitée]
- Québec : 3 novembre 2014 sur Ztélé

### Épisode 12:L'Attaque
- Canada : 7 avril 2013 sur Showcase
- France : 18 décembre 2013 sur Numéro 23[réf. souhaitée]
- Québec : 10 novembre 2014 sur Ztélé

### Épisode 13:Le Vagabond
- Canada : 14 avril 2013 sur Showcase
- France : 18 décembre 2013 sur Numéro 23[réf. souhaitée]
- Québec : 17 novembre 2014 sur Ztélé

- Canada : 269 000 téléspectateurs[7] (première diffusion)